# Urita raba
Urita raba är ett träsk i västra Estland. Det ligger i landskapet Pärnumaa, 110 km söder om huvudstaden Tallinn.